# Adaptări radiofonice ale aventurilor lui Sherlock Holmes
Adaptările radiofonice ale aventurilor lui Sherlock Holmes sunt foarte numeroase în întreaga lume, amestecul de povestire polițistă și de mister fiind propice acestui tip de adaptare. Primele zeci de ore de emisiuni radiofonice nu s-au păstrat în arhivele posturilor de radio.

## Statele Unite ale Americii
- The Adventure of the Speckled Band (WEAF-NBC, 1930) 30 min.

Distribuție: William Gillette (Holmes) și Leigh Lovell (Watson)
- The Adventures of Sherlock Holmes (WEAF-NBC, 1930-31) 34 părți de câte 30 min.

Distribuție: Richard Gordon (Holmes) și Leigh Lovell (Watson)
- The Adventures of Sherlock Holmes (WEAF-NBC et WJZ-NBC, 1931-32) 33 părți de câte 30 min.

Distribuție: Richard Gordon (Holmes) și Leigh Lovell (Watson)
- The Adventures of Sherlock Holmes (WJZ-NBC, 1932-33) 34 părți de câte 30 min.

Distribuție: Richard Gordon (Holmes) și Leigh Lovell (Watson)
- The Adventures of Sherlock Holmes (WJZ-NBC, 1934-35) 29 părți de câte 30 min.

Distribuție: Louis Hector (Holmes) și Leigh Lovell (Watson)
- Sherlock Holmes (WABC, 1935) 60 min.

Distribuție: William Gillette (Holmes) și Reginald Mason (Watson)
- Sherlock Holmes 48 părți de câte 30 min. (WOR-MBS, 35 emisiuni și WEAF-NBC, 13 emisiuni)

Distribuție: Richard Gordon (Holmes) și Harry West (Watson)
- Sherlock Holmes (WABC-CBS, 1938)

Distribuție: Orson Welles (Holmes) și Ray Collins (Watson)

## BBC
- Sherlock Holmes and the Adventure of Silver Blaze (1938) pare să fie primul program radiofonic englez

Distribuție: F. Wyndham Goldie, Hugh Harben, Bramber Wills.
- The boscombe Valley Mystery (1943) 50 min.

Distribuție: Arthur Wontner (Holmes) și Carleton Hobbs (Watson)
- The Adventure of the Speckled Band (1945) 30 min.

Distribuție: sir Cedric Hardwicke (Holmes) și Finley Currie (Watson)
- The Adventure of the Speckled Band (1948) 30 min.

Distribuție: H. Marion Crawford (Holmes) și Finley Currie (Watson)
- O serie radiofonică în cursul anilor 1950

Distribuție: Sir John Gielgud (Holmes) și Val Gielgud (Mycroft)
- Sherlock Holmes (1952-1969) aproximativ 80 emisiuni

Distribuție: Carleton Hobbs (Holmes) și Norman Shelley (Watson)
- The Hound of the Baskervilles (1969) 15 părți de câte 13 min.

Povestitor: Nigel Stock
- The Adventures of Sherlock Holmes (1976-1977) 9 părți de câte 25 min.

Povestitor: Nigel Stock
- Sherlock Holmes (1980) 10 părți de câte 15 min.

Povestitor: Nigel Stock
- The Other Side (1992) 50 min.

Distribuție: Richard E. Grant (Holmes) și Franck Finlay (sir Arthur Conan Doyle)

## RTF
- Seria Les Maîtres du Mystère
  - Le chien des Baskerville (05/03/1957) interpretat de Rosy Varte, Jean-Pierre Lituac, Pierre Leproux.
- Seria « Les Enquêtes de Sherlock Holmes » (1958-1960)[1]
  - Serie radiofonică difuzată de RTF « Chaîne Parisienne » în perioada octombrie 1958 - ianuarie 1960, 38 emisiuni în două serii.

Adaptare pentru radio de Jean Marcillac, prezentată de Maurice Renault și realizată de Abder Isker. Distribuție: Maurice Teynac (Holmes). 
- - La seconde tâche (13/10/1958)
  - Flamme d'argent (20/10/1958)
  - La ligue des rouquins (27/10/1958)
  - Le diadème de béryls (3/11/1958)
  - Le manoir de l'abbaye (10/11/1958)
  - L'homme à la lèvre tordue (17/11/1958)
  - les six Napoléons (24/11/1958)
  - L'entrepreneur de Norwood (1/12/1958)
  - Lady Frances a disparu (8/12/1958)
  - Les plans de Bruce Partington (15/12/1958)
  - L'aventure du pied du diable (29/12/1958)
  - Monsieur Milverton, maître chanteur (27/4/1959)
  - Le pince nez en or (4/5/1959)
  - Les propriétaires de Reigate (11/5/1959)
  - Les sept horloges (18/5/1959)
  - L'école du prieuré (25/5/1959)
  - Le ruban moucheté (1/6/1959)
  - Le traité naval (8/6/1959)
  - Un scandale en Bohême (15/6/1959)
  - Le problème du pont de Thor et Le vampire du Sussex (22/6/1959)
  - Le mystère de la chambre close (29/6/1959)
  - Le mystère du val Boscombe (6/7/1959)
  - Les hêtres rouges (13/7/1959)
  - Le pouce de l'ingénieur (20/7/1959)
  - L'aventure de la veuve (27/7/1959)
  - La mort de Sherlock Holmes (12/10/1959)
  - La maison vide (19/10/1959)
  - Nuit d'épouvante à Deptford (26/10/1959)
  - Le chien des Baskerville; Prima parte (2/11/1959)
  - Le chien des Baskerville; Partea a II-a (9/11/1959)
  - Le chien des Baskerville; Partea a III-a (16/11/1959)
  - Deux femmes (23/11/1959)
  - Le microbe de Sumatra (30/11/1959)
  - La rose de plâtre (7/12/1959)
  - Le cadavre de Shoscombe (14/12/1959)
  - La collection Grüner (21/12/1959)
  - Son dernier coup d'archet (4/1/1960)

## France Culture
- 1995 : Brixton Road - foileton radiofonic în 10 episoade de câte 20 min. (difuzat în perioada 27 martie - 7 aprilie 1995) (după scrierile lui Sir Arthur Conan Doyle)[2]

Adaptare: Philippe Bardy, Realizare: Jean-Jacques Vierne, Distribuție: Eric Dufay (Holmes)
- 1997 : Sherlock Holmes contre Fu Manchu - foileton radiofonic în 10 episoade (după scrierile lui Sir Arthur Conan Doyle)[3]
- 1999 : Sherlock Holmes: l'Affaire Frankenstein - foileton radiofonic în 10 episoade (după scrierile lui Sir Arthur Conan Doyle)[4]
- 2008 : Sherlock Holmes : La Ligue des Rouquins, piesă radiofonică de Xavier Mauméjean
- 2008 : Sherlock Holmes : Le Dernier problème, piesă radiofonică de Xavier Mauméjean
- 2008 : Sherlock Holmes : La Maison vide, piesă radiofonică de Xavier Mauméjean